# Symonanthus bancroftii
Symonanthus bancroftii ist eine Pflanzenart aus der Gattung Symonanthus in der Familie der Nachtschattengewächse (Solanaceae).
Die Art wurde nach dem australischen Mediziner und Pharmakologen Joseph Bancroft (1836–1894) benannt.

## Beschreibung
Symonanthus bancroftii ist ein bis zu 25 cm hoher Zwergstrauch, der mäßig bis spärlich mit meist drüsigen, einfachen oder wenig verzweigten Trichomen besetzt ist. Nichtdrüsige Trichome sind an den Blütenstielen, den Kelchen und Kronen zu finden. Die Laubblätter sind schmal eiförmig bis elliptisch, aufsitzend und 5 bis 17 mm lang, sowie 1 bis 3 mm breit. Sie sind ganzrandig bis geschwungen, der Blattrand ist stark zurückgebogen.
Die Blüten stehen einzeln. Männliche Blüten stehen an 1 bis 3,5 mm langen Blütenstielen, ihr Kelch ist 2 bis 2,5 mm lang, die Krone 5 bis 6 mm mit einer 4 bis 5 mm langen Kronröhre. Die fünf Staubblätter werden 3,5 bis 4,5 mm lang. Der Fruchtknoten ist steril und wird nur 0,4 bis 1 mm lang. Weibliche Blüten sind ähnlich, ihre Staubblätter sind jedoch steril und nur 1,5 mm lang, der Fruchtknoten ist 1 mm lang und enthält vier oder fünf Samenanlagen.
Die Frucht ist eine nahezu kugelförmige Kapsel mit einer Länge von 3 bis 4 mm, sie enthält etwa 2 mm lange Samen.

## Verbreitung und Standorte
Die Art ist nur von sehr wenigen Standorten aus der südöstlichen Wheatbelt Region des südwestlichen Western Australia bekannt.

## Nachweise
- R. W. Purdie, D. E. Symon und L. Haegi: Symonanthus bancroftii. In: Solanaceae, Flora of Australia, Band 29, Australian Government Publishing Service, Canberra, 1982. S. 16. ISBN 0-642-07015-6.